# Drosophila curviceps (artgrupp)
Drosophila curviceps är en artgrupp inom släktet Drosophila och undersläktet Drosophila. Artgruppen består av 14 arter.

## Arter inom artgruppen
- Drosophila audientis
- Drosophila brevipapilla
- Drosophila brevitabula
- Drosophila curviceps
- Drosophila longisetae
- Drosophila mukteshwarensis
- Drosophila nigrodigita
- Drosophila oritisa
- Drosophila papilla
- Drosophila shi
- Drosophila spuricurviceps
- Drosophila taekjuni
- Drosophila taipinsanensis
- Drosophila teresae